# Église Saint-Pierre-et-Saint-Laurent de Baugé
L'église Saint-Pierre-et-Saint-Laurent est une église située dans le bourg de Baugé, sur la commune de Baugé-en-Anjou, en France.

## Localisation
L'église est située dans le département français de Maine-et-Loire, sur la commune de Baugé.

## Description

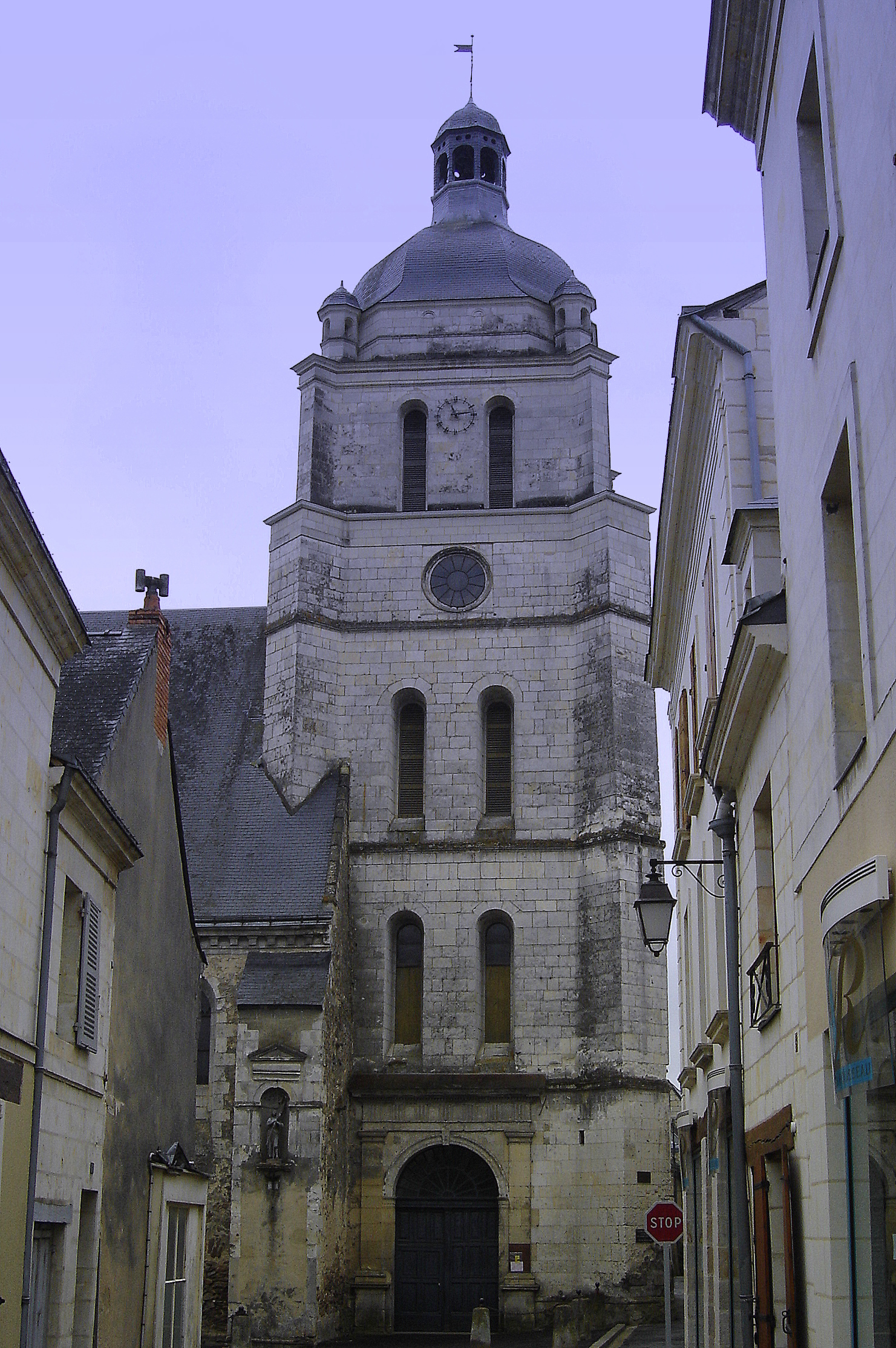
Façade avant.
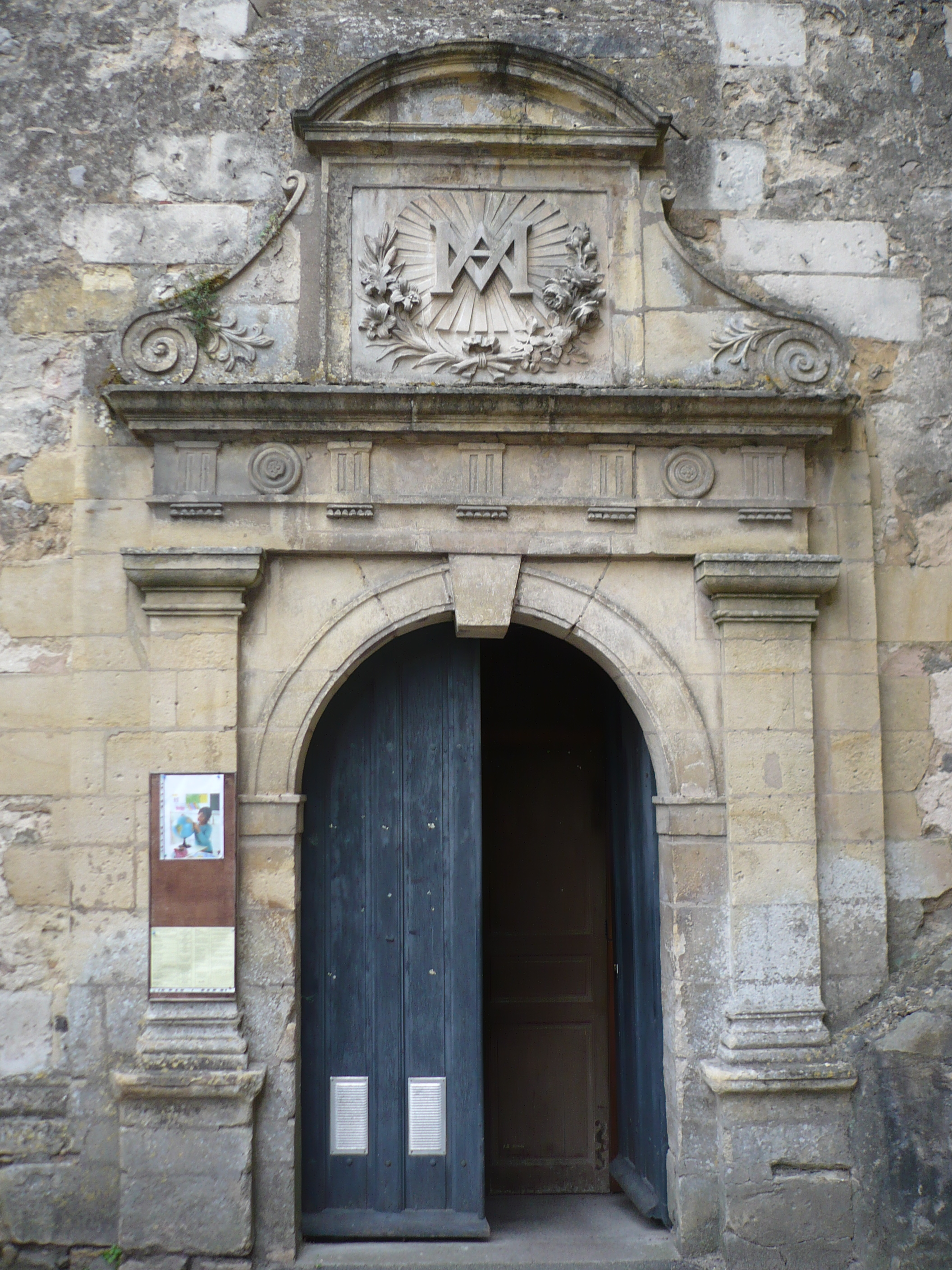
Porte.
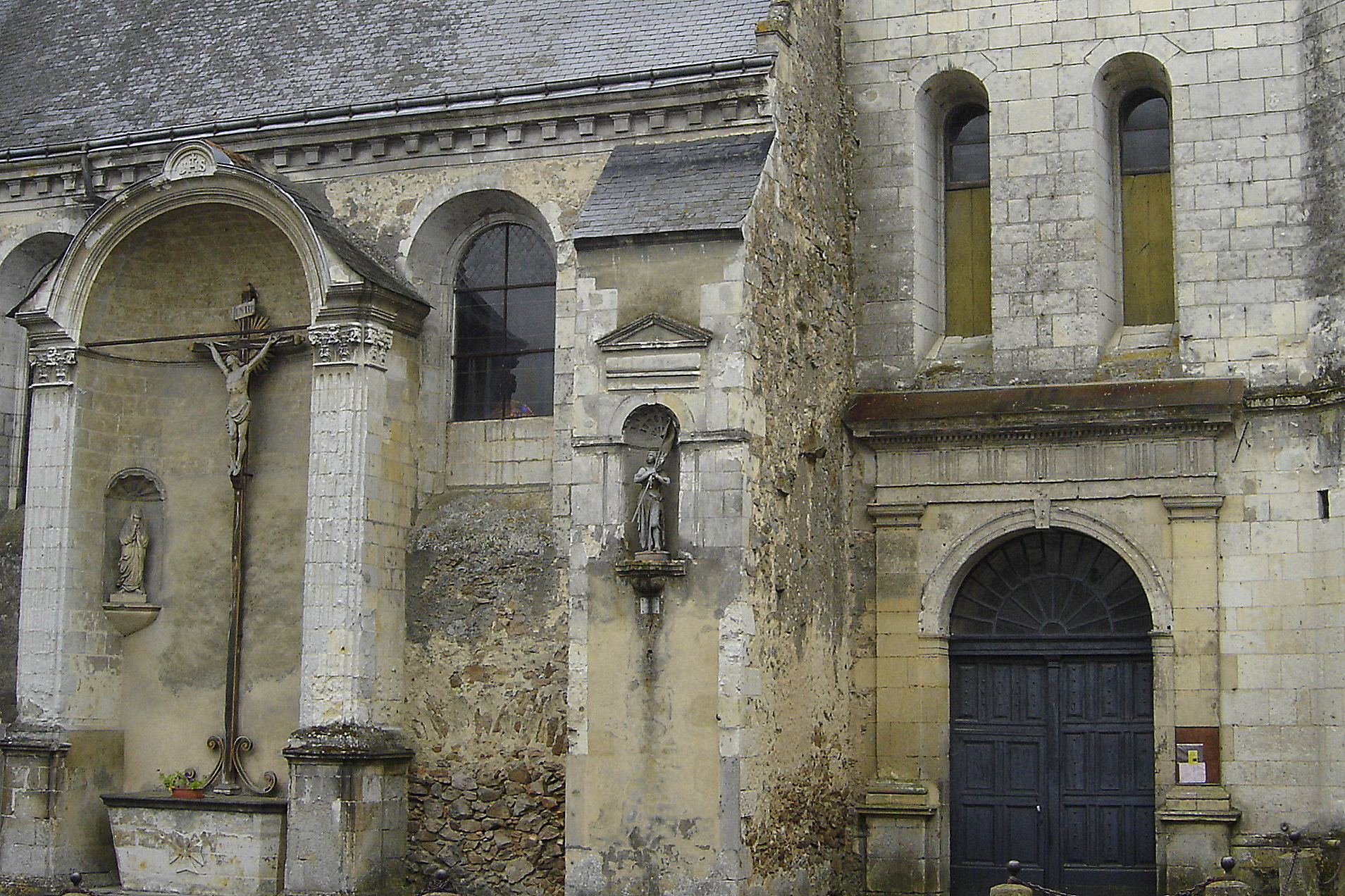
Façade avant.
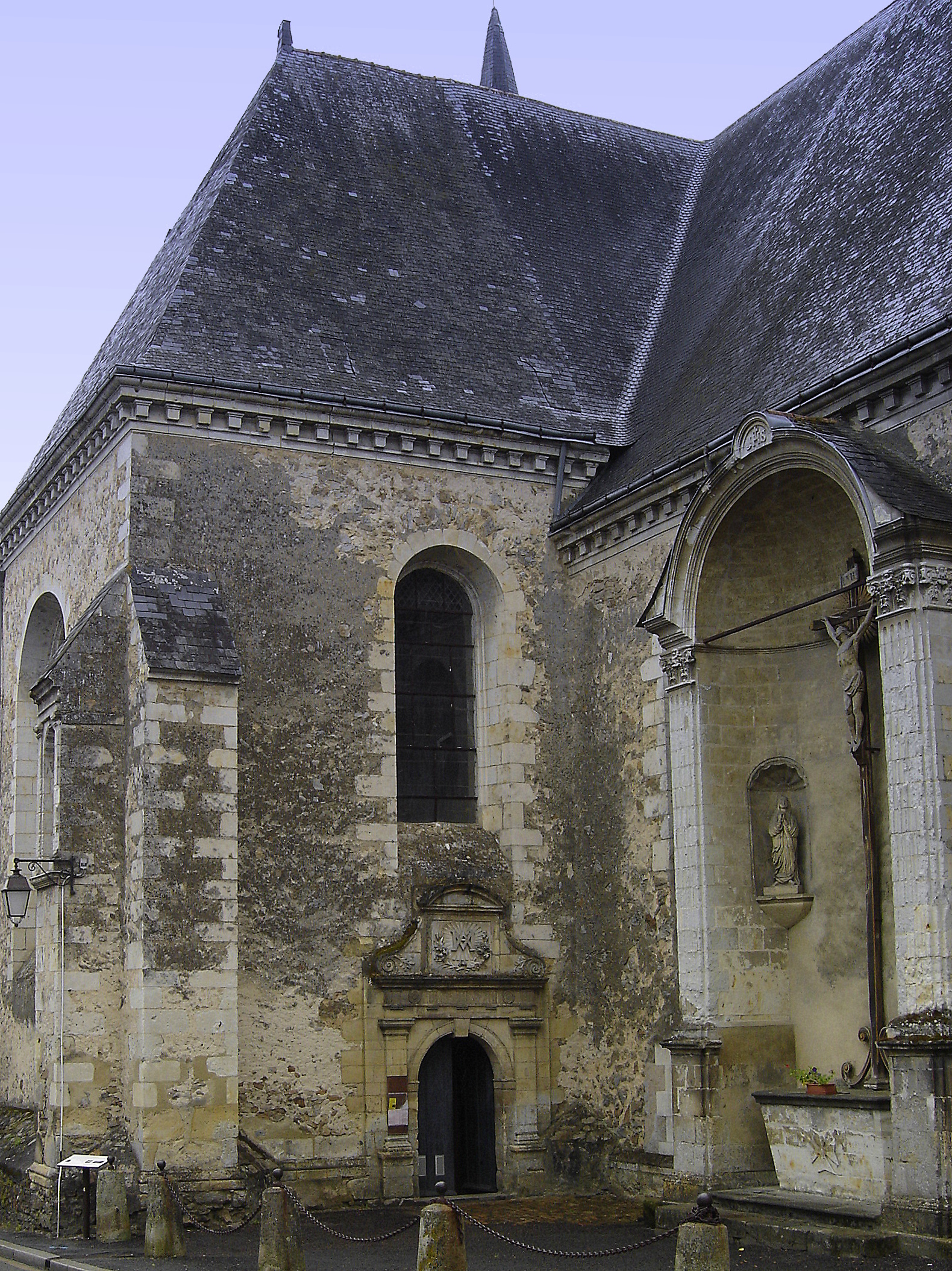
Façade avant.
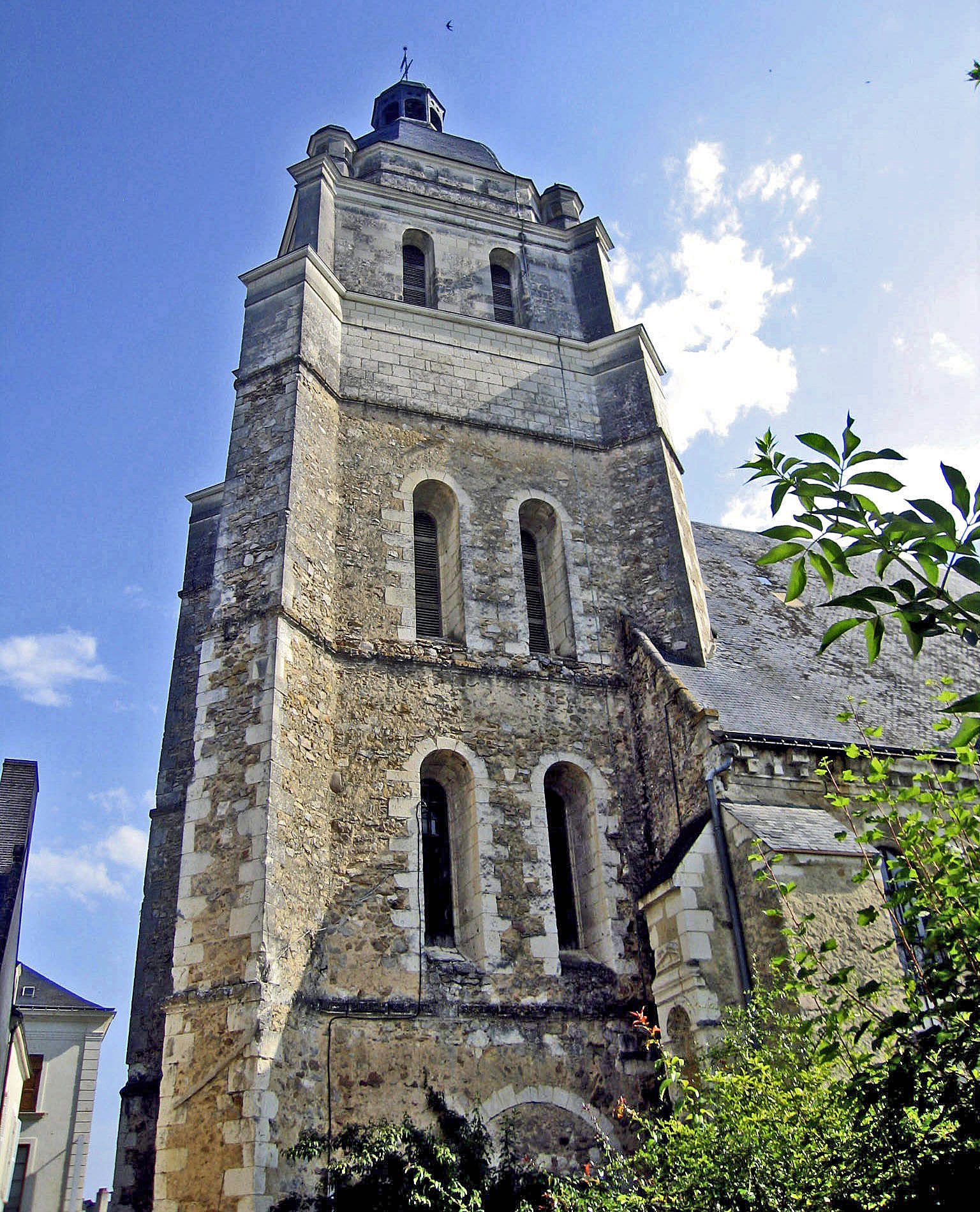
Façade arrière.
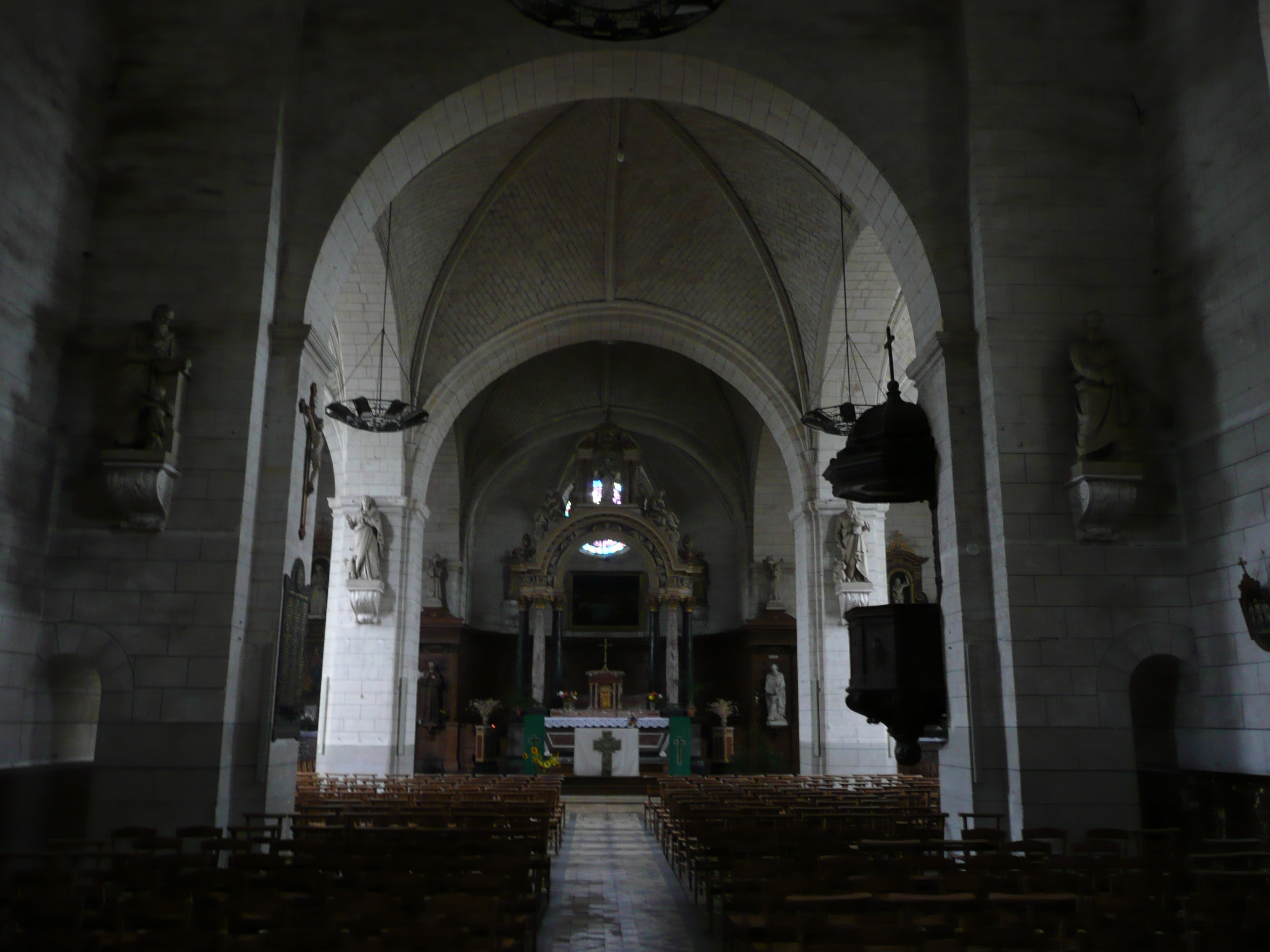
Intérieur.
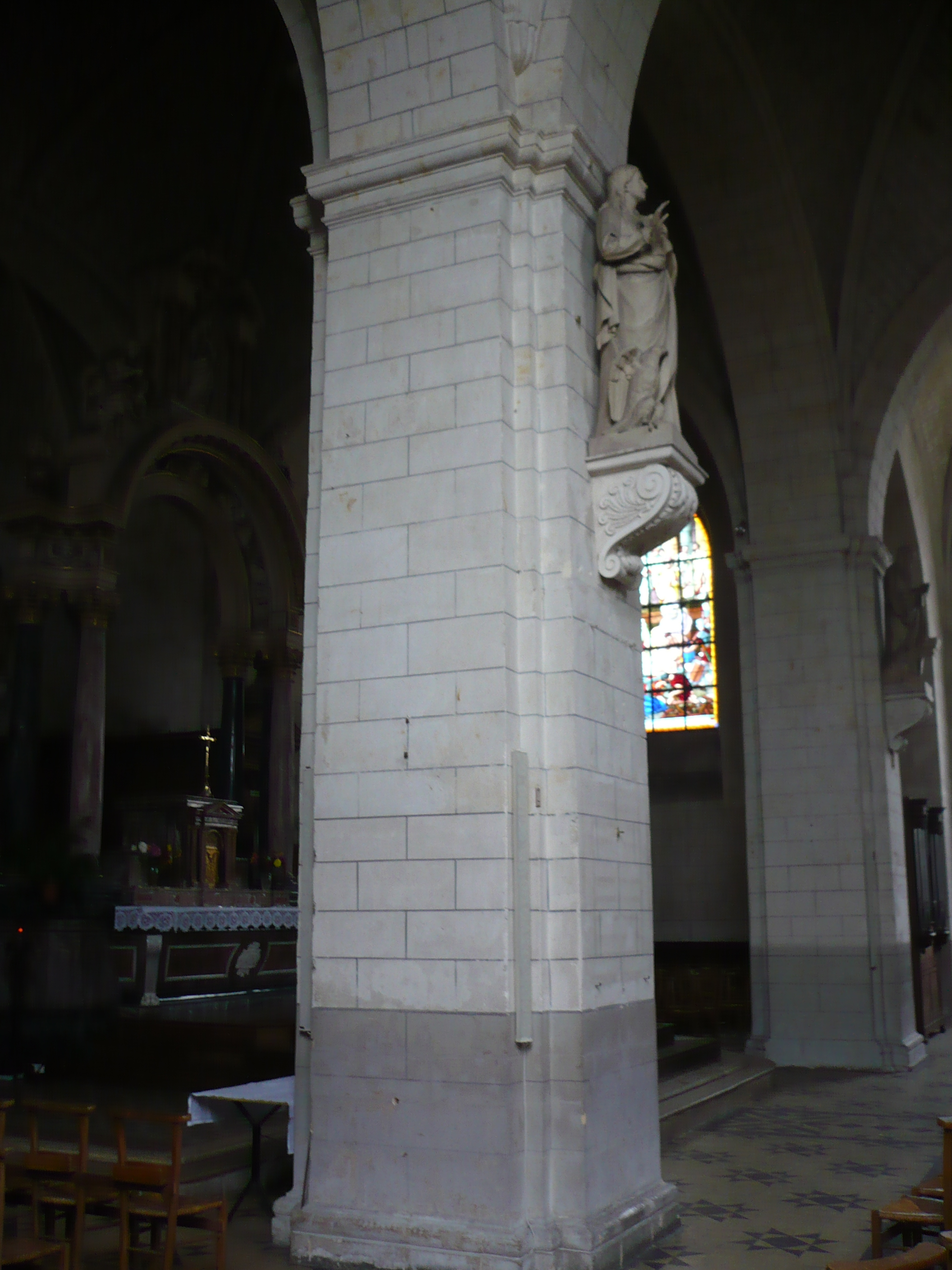
Pilier.

## Historique
L'édifice est classé au titre des monuments historiques en 1979.